# Expediční medaile námořnictva
Expediční medaile námořnictva (anglicky Navy Expeditionary Medal) je vojenské vyznamenání Námořnictva Spojených států amerických založené roku 1936.

## Historie a pravidla udílení
Medaile byla založena dne 5. srpna 1936. Medaile je udílena důstojníkům a vojákům námořnictva USA za vylodění se na cizím území, za účast v bojové akci proti nepřátelským silám či za účast v operaci takové povahy, jež si zasluhuje zvláštní uznání a pro které neexistují jiné služební medaile. Se zpětnou účinností je udílena od data 12. února 1874.
Na rozdíl od jiných vyznamenání námořnictva není tato medaile udílena příslušníkům námořní pěchoty, kterým je udílena obdobná Expediční medaile námořní pěchoty. Po roce 1961 byla umožněna oceňovaným volba mezi Expediční medailí námořnictva a Expediční medailí ozbrojených sil v závislosti na povaze dané operace

## Popis medaile
Medaile byla navržena Adolph Alexander Weinmanem. Na přední straně je námořník u obojživelného vozidla přistávajícího na břehu, na jehož palubě jsou příslušníci námořní pěchoty. Nad ústředním motivem je vlajka s nápisem EXPEDITIONS. Na zadní straně je orel hledící doleva. Nad orlem je kotva. Orel drží větvičky vavřínu, které v obou směrech přesahují kotvu. Nad motivem je nápis UNITED STATES NAVY. Nad vavřínovou ratolestí je nápis FOR SERVICE.
Stuha sestává z modrého pruhu uprostřed, na který z obou stran navazují široké žluté pruhy, které jsou při obou okrajích lemovány úzkými modrými proužky. Při opakovaném udělení této medaile byla ke stuze přidána bronzová služební hvězdička.
K medailí náleží spona Wake Island, která byla udílena příslušníkům námořní pěchoty, kteří se podíleli na obraně Wake Islandu krátce po vstupu USA do druhé světové války. Vzhledem k tomu, že obránci ostrova byli především příslušníci námořní pěchoty, je Expediční medaile námořnictva s touto sponou jednou z nejvzácněji udílených vojenských ocenění USA v historii, kdy ji obdrželo pouze 68 námořníků.

## Speciální operace
Podle klauzule operace, jež si zaslouží zvláštní uznaní a za kterou nebyla udělena jiná medaile za tažení byla Expediční medaile námořní pěchoty a Expediční medaile námořnictva udílena i za tajné operace. Obě zmíněné medaile mohou být uděleny jednotlivcům či jednotkám za účast na tajných operací, které nemusely nutně být součástí větších operací, o kterých byla veřejnost obeznámena. Medaile tak byla udělena jednotkám námořní pěchoty tajně rozmístěným v Africe, či posádkám vrtulníků, které pomáhaly po celém světě jednotkám Seal či Delta Force. Udělena byla i za utajované manévry ponorek během studené války. V takovýchto případech je v dokumentu o udělení medaile vynechán název tajné operace a i v osobní složce vyznamenaného je v takovém případě uveden pouze název vyznamenání a datum udělení, nikoliv název operace.